# Nordamerikanskt trädpiggsvin
Nordamerikanskt trädpiggsvin (Erethizon dorsatum) är en art i familjen trädpiggsvin som lever i Nordamerika, i skogsområden i södra hälften av Kanada, norra och västra USA, samt i norra Mexiko.
Släktnamnet Erethizon är grekiska för "irriterande, orsaka ilska". Artepitet dorsatum är latin för rygg.

## Kännetecken
Kroppslängden (huvud och bål) ligger mellan 61 och 93 centimeter. Svanslängden är 17 till 33 centimeter. Vikten är vanligen 3,5 till 7 kilogram, men en del hanar kan väga upptill 12,8 kilogram.
Bakfötterna är 7,5 till 9,1 cm långa och öronen är 2,5 till 4,2 cm stora. Som hos andra piggsvin är ryggen och bålens sidor täckta av upp till 30 000 taggar som kan vara upp till 75 mm långa samt cirka 2 mm breda. Undersidan är bara glest täckt med mjuka hår. Taggarna har en gulbrun färg med flera mörkare fläckar. Framtänderna innehåller mycket järn vilket medför att de har en påfallande orange färg.
I varje käkhalva finns en framtand, ingen hörntand, en premolar och tre molarer. På grund av mellanrummet (diastema) bakom framtänderna kan arten sluta läpparna kring framtänderna och gnaga med sluten mun. Piggsvinet har bra förmåga att klättra i träd med hjälp av fötternas kraftiga klor.
Hannar ökar snabbare i storlek och de är därför större än honor.

## Levnadssätt
Habitatet utgörs i norra delen av utbredningsområdet av barrskogar och skogar med ekar. I sydvästra USA och Mexiko hittas arten främst längs vattendrag i regioner som annars är torra. Bredvid vattendragen växer främst buskar.
Det nordamerikanska trädpiggsvinet äter trädbark, barr, blad, fröer och frukter och kan leva upp emot 17 år. Den bygger vanligen sitt bo högt uppe i träd. Taggarna reser sig när den känner sig hotad och trampdynorna på djurets tassar är hårda och kala med långa klor, för att det ska kunna hålla sig fast i trädet.
Nordamerikanskt trädpiggsvin kan även vila i underjordiska håligheter, i bergssprickor eller gömd i den täta växtligheten. För att försvara sig mot fiender viftar arten med svansen så att motståndaren såras av taggarna. Trots allt faller ungdjur ibland offer för prärievarg, puma, rödlo, hund eller större ugglor av släktet Bubo.

## Fortplantning
Utanför parningstiden lever varje exemplar ensam och reviren är mellan 5 och 14 hektar stora. Allmänt vandrar en individ 300 till 500 meter per dygn. I sällsynta fall kan en hona och en hanne dela boet under vintern men denna relation håller inte fram till parningstiden.
Hannarna strider med varandra om rätten att para sig. De använder skrik, biter varandra och försöker såra artfränden med taggarna. När honorna är brunstiga kan en framgångsrik hanne para sig med flera honor. Efter kopulationen bildas en propp i honans vagina som förhindrar ytterligare parningar.
Könsmognaden kommer mellan 18 månader och upp till 2 år och 6 månader. Parningstiden är mellan oktober och december. Dräktigheten varar mellan 205 och 217 dagar. Honan får oftast en unge per dräktighet, men ibland kan hon få två stycken.
Födelsen sker mellan februari och juni. Vid denna tidpunkt väger ungarna cirka 500 g och de är täckta av mjuka taggar. Ungen blir självständig efter cirka ett år. Ungdjursdödligheten är inte lika hög som hos andra gnagare. Den vanligaste dödsorsaken är svält under vintern. Några exemplar i fångenskap levde 10 år.
Ungen diar sin mor i genomsnitt 127 dagar.